# 白河郵便局

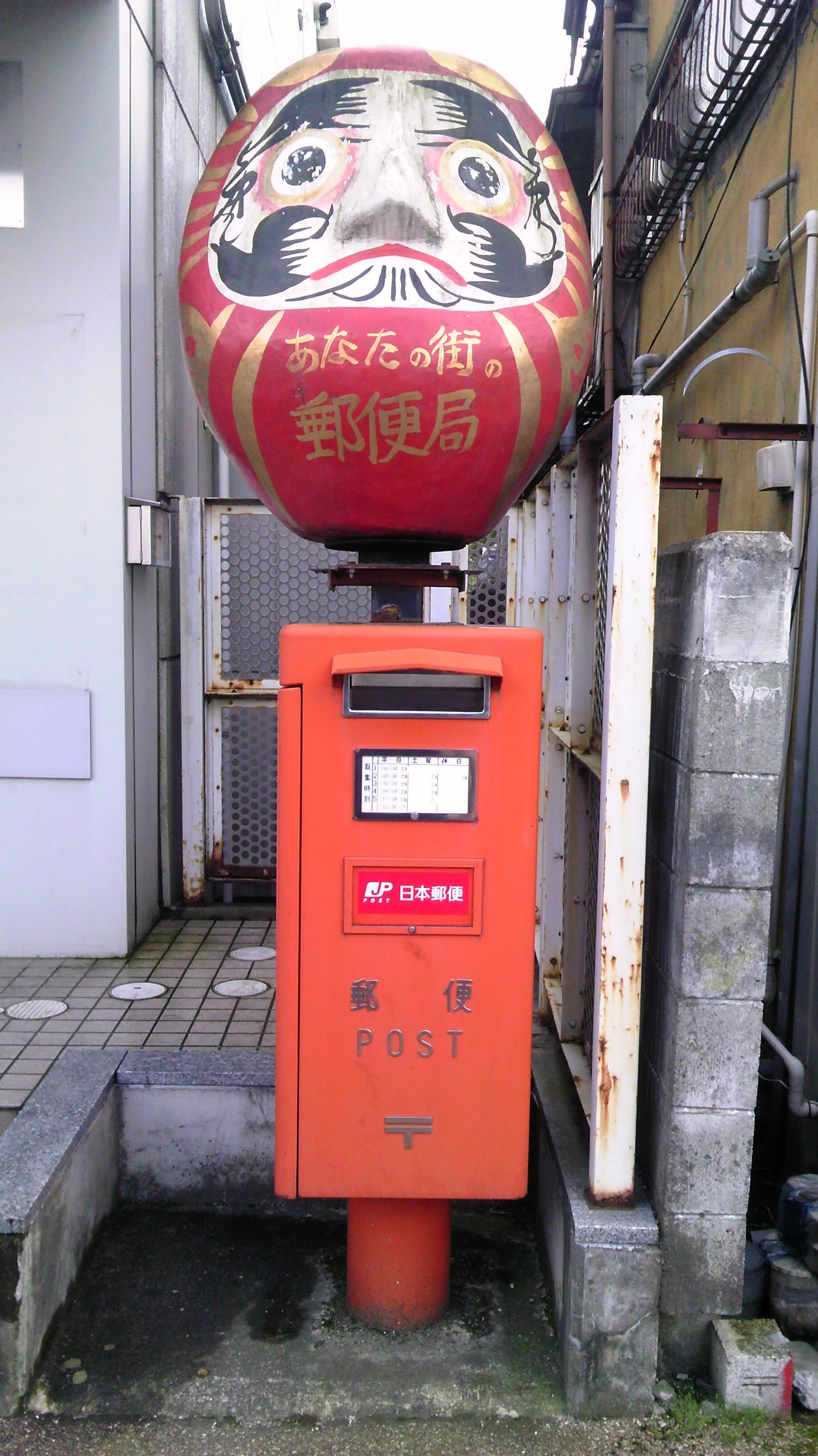
白河郵便局前設置のポスト

白河郵便局（しらかわゆうびんきょく）は福島県白河市にある郵便局。民営化前の分類では集配普通郵便局であった。

## 概要
住所：〒961-8799 福島県白河市天神町78-1

### 分室
分室はなし。過去に存在した分室は以下のとおり。
- 保険分室 - 1952年（昭和27年）に廃止。

## 沿革
- 1872年8月4日（明治5年7月1日） - 白河郵便取扱所として開設[1]。
- 1873年（明治6年）4月1日 - 白河郵便役所となる。
- 1875年（明治8年）1月1日 - 白河郵便局（二等）となる。翌日より為替取扱を開始。
- 1877年（明治10年）9月15日 - 貯金取扱を開始。
- 1891年（明治24年）8月1日 - 白河郵便電信局となる。
- 1903年（明治36年）4月1日 - 通信官署官制の施行に伴い白河郵便局となる。
- 1910年（明治43年）11月21日 - 電話交換業務および電話通話事務並びに電話加入者の託送電報取扱を開始[2]。
- 1920年（大正9年）10月1日 - 特設電話を普通電話に変更[3]。
- 1949年（昭和24年）6月1日 - 逓信省が郵政省と電気通信省に分割するのに伴って、白河郵便局と白河電報電話局に分割[4]。
- 1950年（昭和25年）10月12日 - 保険分室を、白河市字中町から同市郭内に移転[5]。
- 1952年（昭和27年）7月1日 - 保険分室を廃止。
- 1958年（昭和33年）4月17日 - 電話通話および和文電報受付事務の取扱を開始。
- 1973年（昭和48年）11月18日 - 白河市中町から同市天神町に移転。
- 1974年（昭和49年）8月1日 - 白河高原簡易郵便局の一時閉鎖[6]に伴い、取扱事務を承継。
- 1986年（昭和61年）10月20日 - 五箇郵便局から集配業務を移管。
- 1998年（平成10年）9月1日 - 外国通貨の両替および旅行小切手の売買に関する業務取扱を開始。
- 2007年（平成19年）10月1日 - 民営化に伴い、併設された郵便事業白河支店に一部業務を移管。
- 2012年（平成24年）10月1日 - 日本郵便株式会社発足に伴い、郵便事業白河支店を白河郵便局に統合。
- 2024年（令和6年）2月19日 - 大信郵便局から集配業務を移管。

## 取扱内容
- 郵便、印紙、ゆうパック、内容証明
- 貯金、為替、振替、振込、国際送金、国債、投資信託
- 生命保険、バイク自賠責保険、自動車保険、変額年金保険、がん保険、引受条件緩和型医療保険
- ゆうちょ銀行ATM
- 白河市内の一部地域の集配業務
- ゆうゆう窓口

## 周辺
- 白河市役所
- 城山公園（白河小峰城址）

## アクセス
- JR東北本線 白河駅から西へ約800m（徒歩約9分）
- 福島交通バス 天神町停留所下車
- 東北自動車道 白河ICから東へ約4km、白河中央スマートICから南西へ約3km
- 国道294号沿い
- 駐車場あり：28台